# 스레디슈체오브드라비

스레디슈체오브드라비의 위치

스레디슈체오브드라비(슬로베니아어: Središče ob Dravi, 독일어: Polstrau 폴스트라우[*])는 슬로베니아의 도시로 면적은 32.7km2, 높이는 183m, 인구는 2,193명(2002년 기준), 인구 밀도는 67.1명/km2이다.